# Шотель

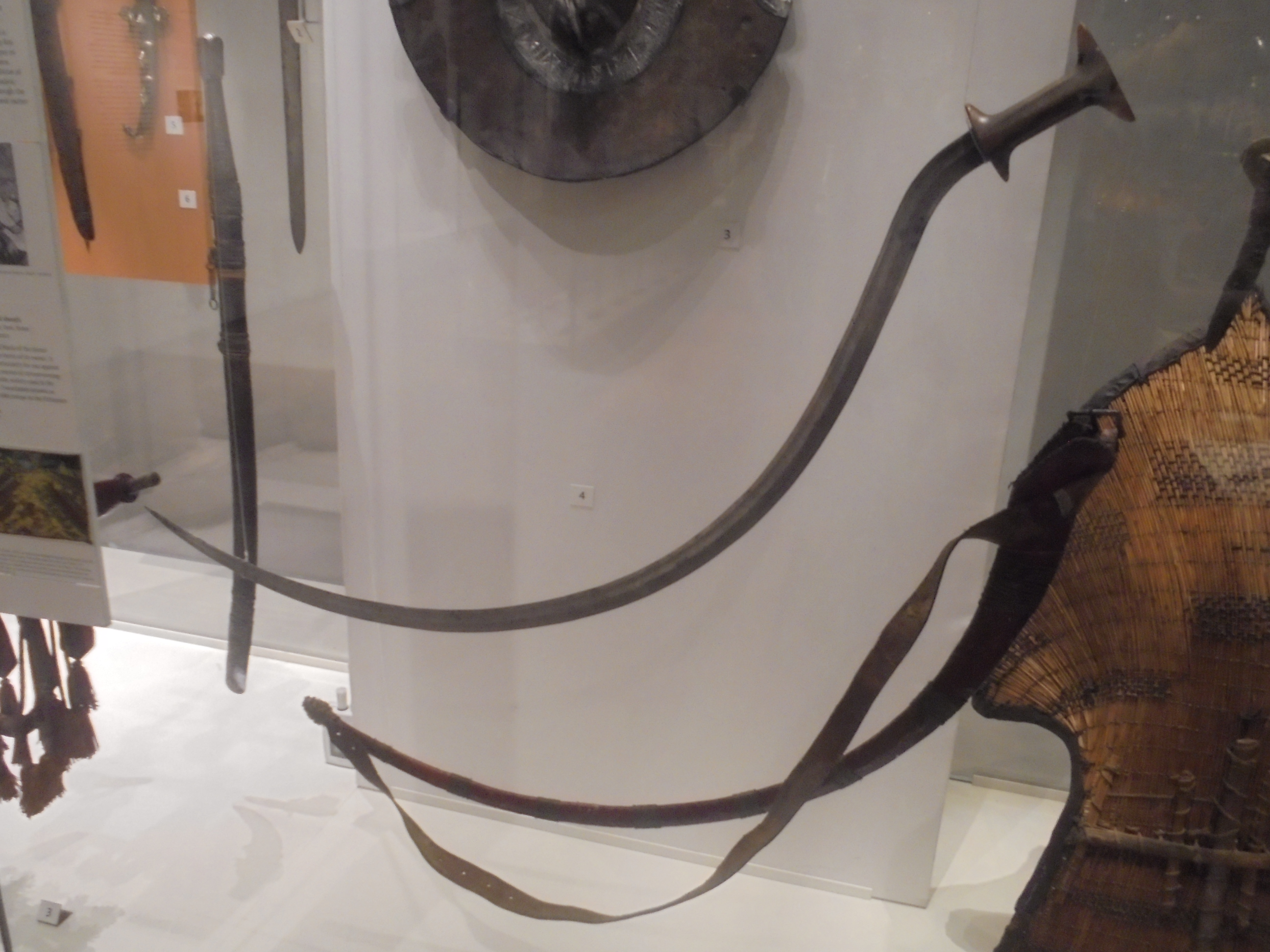
Шотелі з колекції Британського музею

Шотель (геез та амх. ሽቶል/ሽተል, англ. shotel) — серповидний меч, що походить з Еритреї та північної Ефіопії. Вигин клинка відрізняється від перського шамшира, приймаючи майже напівкруглу форму. Клинок плоский двосічний з алмазним перерізом. Загальна довжина клинка становить близько 100 см, а руків’я — це проста деталь із дерева або з рогу носорога без гарди, схожа на руків’я в джиле чи джамбії.
Шотель носили на правому боці в шкіряних піхвах, які часто прикрашали дорогоцінними металами.
Шотель використовувався як піхотою, так і кавалерією. Клинок був ефективним проти супротивників із щитом. Через вигнуту форму клинка можна уникнути щита й атакувати бік супротивника та пошкодити життєво важливі органи, такі як нирки чи легені. Шотель також може бути використаний проти кавалерії, меч може бути використаний як гак, щоб стягнути ворожого вершника з коня.
Вояки, озброєні шотелями, називаються шотелаї. Шотелаї складали одну з елітних сил імперського війська Амде-Цийона I з Соломонової династії (1314–1344 рр. правління).
У зв’язку зі збільшенням торгівлі із заходом з часом шотель почали замінювати на територіях Шеби та Ефіопської імперії на мечі з європейськими лезами, відомі як гураде або гораде.
Європеєць середини XVIII століття, який відвідував Еритрею та північну Ефіопію, Ремедіус Пруткі, часто використовував слово «шотель» для опису ножа для нарізки м'яса.